# Skäggtärna
Skäggtärna (Chlidonias hybrida) är en träsktärna i familjen måsfåglar.

## Utseende och läte

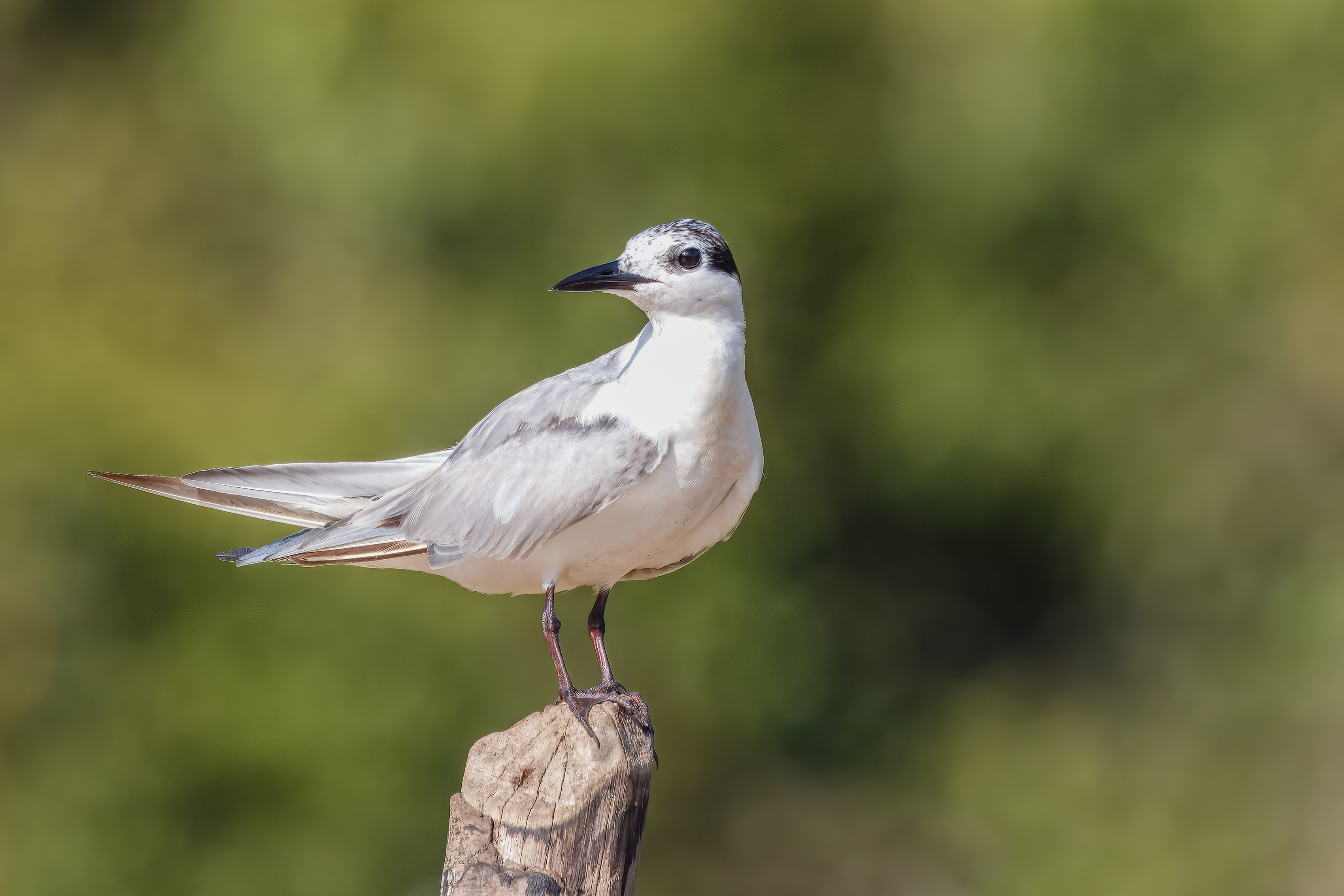
Skäggtärna i vinterdräkt på Borneo.

På grund av sin storlek, svarta hjässa och starka näbb liknar den fisktärnan eller silvertärnan, men den korta stjärten och mörkgrå häckningsfjäderdräkten ovan och under är karaktäristiska för träsktärnor. Adult fågel i sommardräkt har vita kinder och röda ben och näbb. På vintern blir ansiktet vitt och kroppens fjäderdräkt mycket blekare grå. Ungfåglar har rödgul fjällig rygg och ser i övrigt i mycket ut som adulta fåglar i vinterdräkt.
Underarterna skiljer sig främst i storlek och mindre detaljer i fjäderdräkten. I förhållande till nominatformen har C. h. delalandii en mindre näbb och är mörkare medan C. h. javanicus är blekare.
Skäggtärnans läte är ett karakteristiskt krekk.

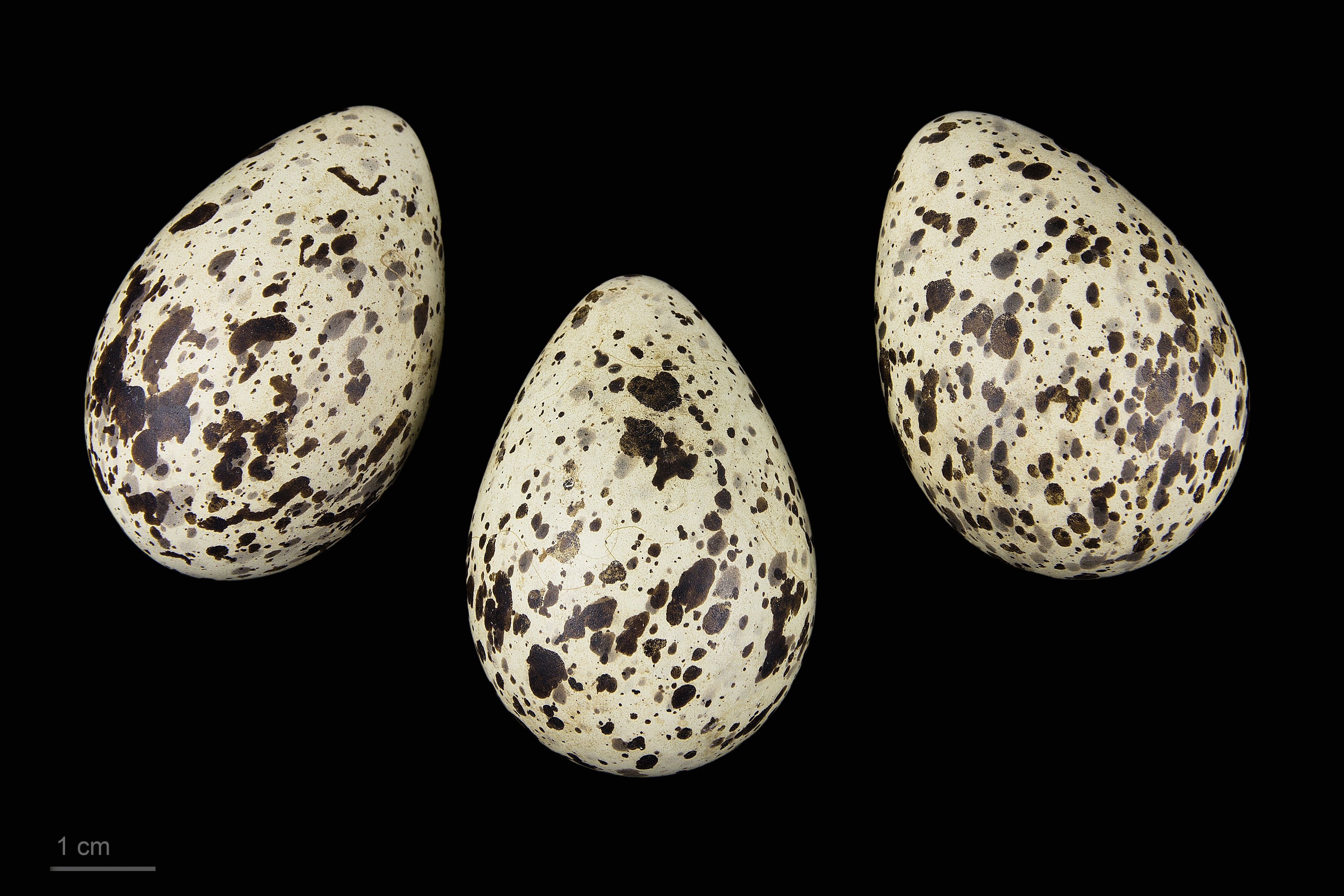
Chlidonias hybrida hybrida

## Utbredning och systematik
Skäggtärnan häckar i Europa, Asien och Australien. De tropiska populationerna är stannfåglar, medan europeiska och asiatiska fåglar flyttar söderut på vintern till Afrika och södra Asien.
Den delas numera upp i tre underarter med följande utbredning:
- nordlig skäggtärna[3] Chlidonias hybrida hybrida (inklusive swinhoei och indicus) – häckar från nordvästra Afrika och centrala och södra Europa till sydöstra Sibirien, östra Kina och söderut till Pakistan och norra tid; övervintrar från Afrika, Sydasien och Sydostasien till Malackahalvön, Sulawesi och Filippinerna
- Chlidonias hybrida delalandii (inklusive sclateri) – östra och södra Afrika samt Madagaskar
- Chlidonias hybrida javanicus (inklusive fluviatilis) – häckar i Australien; övervintrar norrut till Nya Guinea, Stora Sundaöarna och Filippinerna

I Sverige är skäggtärnan en sällsynt gäst som påträffats vid 32 tillfällen med totalt 41 individer, första tillfället vid Getterön, Halland, 1989. Vid Hornborgasjön i Västergötland uppträdde en flock med hela fem individer 1996.

## Ekologi
Skäggtärnor häckar i kolonier i våtmarker i inlandet, ibland tillsammans med skrattmåsar, som erbjuder visst skydd mot rovdjur. Boet är en grop i marken där två till fyra ägg läggs.
Liksom de andra tärnorna i släktet Chlidonias, bland annat svarttärna och vitvingad tärna, livnär sig skäggtärnan av insekter som fångas i flykten, och inte genom att dyka efter fisk som tärnorna i släktet Sterna.

## Status och hot
Arten har ett stort utbredningsområde och en stor population med stabil utveckling. Utifrån dessa kriterier kategoriserar IUCN arten som livskraftig (LC). Världspopulationen uppskattas till mellan 300.000 och 1,5 miljoner individer, varav det i Europa tros häcka 66.300-108.000 par.

## Namn
Artepitetet hybrida har den fått därför att den uppvisar likheter i utseende med både de vita Sterna-tärnorna och svarttärnan.